# Paussus aristoteli
Paussus aristoteli is een keversoort uit de familie van de loopkevers (Carabidae). De wetenschappelijke naam van de soort is voor het eerst geldig gepubliceerd door J. Thomson.